# Jim Cummins (Pädagoge)

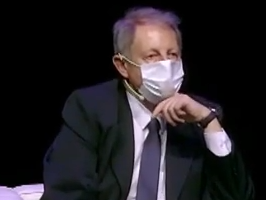
Jim Cummins

Jim Cummins (* 1949 als James Patrick Cummins) ist ein kanadischer Pädagoge. Er ist Professor am Ontario Institute for Studies in Education, University of Toronto, Department of Curriculum, Teaching, and Learning sowie Canada Research Chair in Language Learning and Literacy Development in Multilingual Contexts.
Das Forschungsinteresse von Jim Cummins gilt der Sprachentwicklung und Entwicklung der Literalität bei Schülern mit Englisch als Fremdsprache im Kontext der multilingualen Schule. Hierbei beschäftigt er sich insbesondere mit sprachlichen und pädagogischen Barrieren, die einem schulischen Erfolg von Schülern mit einem anderen kulturellen Hintergrund im Wege stehen können, sowie mit Möglichkeit einer technologischen Unterstützung der Förderung sprachlicher Kompetenzen.

## Akademisches Wirken
Im Jahre 1971 schloss Cummins die National University of Ireland mit einem Diplom in Angewandter Psychologie ab. Seinen Ph.D.-Titel erwarb er 1974 an der University of Alberta im Fachbereich Pädagogische Psychologie.
Er hat zahlreiche Schriften zu den Themen Zweitspracherwerb und Literalitätsentwicklung veröffentlicht und ist bei verschiedenen internationalen Institutionen als Berater für Sprachplanung im schulischen Kontext tätig. Cummins entwickelte zwei Hypothesen, mit denen widersprüchliche Ergebnisse aus früheren Untersuchungen zum Zweitspracherwerb erklärt werden sollen (beispielsweise große Unterschiede zwischen den Ergebnissen der kanadischen Immersionsprogramme und denen der Submersions-Programme).

### BICS und CALP
Die Unterscheidung zwischen BICS und CALP wurde von Cummins 1979 eingeführt. Sie stützt sich u. a. auf Arbeiten von Skutnabb-Kangas und Toukomaa (1976); diese hatten bei Untersuchungen über finnische Einwandererkinder festgestellt, dass Schüler, die bereits eine Grundschulbildung in ihrem Herkunftsland absolviert hatten, die Zweitsprache besser und schneller lernten.
BICS (Basic Interpersonal Communicative Skills): Dies sind grundlegende konversationelle Sprachfertigkeiten, die die Grundlage für die Manifestation von Sprache im unmittelbaren persönlichen Austausch bilden. Sie sind sprachabhängig, werden im informellen Kontext verwendet und erfordern keine höheren kognitiven Leistungen. Untersuchungen von Cummins und Virginia Collier ergaben, dass Schüler altersgemäße konversationelle Kenntnisse in der L2 schon nach relativ kurzer Lernzeit von 1–3 Jahren erwerben, wenn sie in ausreichendem Maße mit der L2 konfrontiert sind.
CALP (Cognitive Academic Language Proficiency): Diese auch als „literacy-related skills“ (schriftsprachliche Sprachfertigkeiten) bezeichnete kognitiv-akademische Sprachprofizienz bildet die Grundlage für die Manipulation von Sprache in dekontextualisierten „akademischen“ Situationen und im Umgang mit Schriftsprache. Sie ist nicht direkt sprachgebunden und beinhaltet, dass ein Schüler in der jeweiligen Sprache denken und sich mit ihrer Hilfe Lernstoff aneignen kann. Cummins und Collier gehen aufgrund ihrer Forschungsergebnisse davon aus, dass Schüler 5–7 Jahre benötigen, um CALP in der L2 zu erwerben, wenn sie bereits in der L1 literalisiert sind. Bei Schülern, die nicht über gute schriftsprachliche Fertigkeiten („literacy“) in der L1 verfügen, kann dieser Prozess auch 7–10 Jahre in Anspruch nehmen. CALP variiert im Unterschied zu den BICS stark zwischen den Sprechern einer Sprache.
Eine linguistische Definition der BICS/CALP-Unterscheidung wird von Cummins weder angestrebt noch beansprucht.

### Think-Tank-Model
In seinem Think-Tank-Model postuliert Cummins „einen übergeordneten, mit Sprache verbundenen, aber einzelsprachlich neutralen Wissensspeicher bzw. ein allgemeines Denkvermögen, das über mehrere Sprachen gleichzeitig gespeist und entwickelt werden kann“. Diese Kompetenz bezeichnet er als CUP (common underlying proficiency). Im Deutschen werden hierfür die Begriffe „sprachübergreifendes kognitives Potenzial“ oder auch „allgemeine sprachliche Kompetenz“ verwendet.

### Doppel-Eisberg-Modell der bilingualen Sprachprofizienz
Zur Veranschaulichung von CUP verwendet Cummins das Bild eines Eisberges: Ein großer Teil befindet sich unter Wasser und ist daher nicht sichtbar; dies ist CUP, also das sprachübergreifende kognitive Potenzial. Zu sehen sind hingegen die sprachgebundenen Oberflächenerscheinungen („surface features“) wie z. B. Artikulationsmuster und grammatische Regelsysteme. Im Falle einer zweisprachigen Person gibt es zwei „Eisberge“ („First language surface feature“ und „Second language surface feature“).

### Interdependenzhypothese (Interdependence Hypothesis)
Diese Hypothese postuliert, dass die L2-Entwicklung abhängig ist vom Stand der L1 zum Zeitpunkt der ersten intensiven Konfrontation mit der L2 (z. B. bei Beginn der Schulzeit): Wenn die Kompetenzen in der L1 zu diesem Zeitpunkt nicht ausreichend entwickelt waren, kann sich ein intensiver Kontakt mit der L2 in den ersten Schuljahren negativ auf die Entwicklung der L1 auswirken. Dies beeinträchtigt wiederum die Entwicklung der L2.

### Schwellenniveauhypothese (Threshold Hypothesis)
Diese auch Schwellenniveauhypothese genannte Hypothese versucht, die kognitiven und schulischen Folgen verschiedener Formen von Zweisprachigkeit zu erklären. Sie postuliert eine Abhängigkeit der kognitiv-akademischen Kompetenz von der Sprachkompetenz in beiden Sprachen. Cummins geht davon aus, dass es Schwellen gibt, die ein zweisprachiges Kind überschreiten muss, damit sich die Zweisprachigkeit positiv auf seine kognitiv-akademische Kompetenz auswirken kann.
Die erste Schwelle muss in beiden Sprachen überschritten sein, damit sich keine negativen Auswirkungen auf die kognitive Entwicklung ergeben. Wird diese Schwelle nicht überschritten, entsteht Semilingualismus: In beiden Sprachen liegen keine ausreichenden Kompetenzen vor. Liegen die Sprachkompetenzen über der ersten Schwelle, ergibt sich eine dominante Zweisprachigkeit: Bei einer der beiden Sprachen liegt eine altersgemäße Kompetenz vor. Positive Effekte auf die kognitive Entwicklung ergeben sich erst nach Überschreiten der zweiten Schwelle. In diesem Fall handelt es sich um eine additive Zweisprachigkeit: In beiden Sprachen liegt eine altersgemäße Kompetenz vor.
Auf der Grundlage dieser Hypothesen wurden zahlreiche Modelle und Programme entwickelt, die zum Ziel hatten, die L1 in den schulischen Unterricht mit einzubeziehen und zu fördern.

## Auszeichnungen und Anerkennungen
- 1979: International Reading Association, Albert J. Harris Award for best paper on detection and remediation of reading disability (J. Cummins and J.P. Das, Cognitive processing and reading difficulties: A framework for research. Alberta Journal of Educational Research, 1977, 23, 245–256).
- 1990: English-Speaking Union's Duke of Edinburgh English Language Book Competition (highly commended): The development of second language proficiency. (B. Harley, P. Allen, J. Cummins, M. Swain [Hrsg.] Cambridge University Press, 1990).
- 1992: Los Angeles County Bilingual Directors Association Award
- 1997: Doctorate in Humane Letters (honorary) Bank Street College of Education, New York.
- 2010: Alumni Honour Award from the University of Alberta

## Werke

### Bücher
- Language, power, and pedagogy: Bilingual children in the crossfire. Multilingual Matters, Clevedon 2000.
- Negotiating identities: Education for empowerment in a diverse society. (Greek Translation). Gutenberg, Athens 1999.
- mit D. Sayers: Brave new schools: Challenging cultural illiteracy through global learning networks. St. Martin's Press, New York 1995/1997.
- Language learning and bilingualism. Sophia University, Tokyo 1991.
- mit Colin Baker und Nancy H. Hornberger: An Introductory Reader to the Writings of Jim Cummins. Channel View Publications, Bristol 2001.
- mit M. Danesi: Heritage languages: The development and denial of Canada's linguistic resources. Our Schools/Our Selves and Garamond Press, Toronto 1990.
- mit R. J. Samuda, S. L. Kong, J. Lewis und J. Pascal-Leone: Assessment and placement of minority students. C.J. Hofgrefe and ISSP, Toronto 1989.
- Empowering minority students. California Association for Bilingual Education, Sacramento 1989.
- mit M. Swain: Bilingualism in education: Aspects of theory, research and policy. Longman, London 1986.
- Bilingualism and special education: Issues in assessment and pedagogy. Multilingual Matters, Clevedon 1984.
- Heritage language education: A literature review. Ministry of Education, Toronto 1983.
- Effects of French language experience at Kindergarten level on academic progress in French immersion programs. Ministry of Education, Toronto 1981.
- Bilingualism and minority language children. Ontario Institute for Studies in Education, Toronto 1981.

### Testentwicklung
- mit Ana F. Munoz-Sandoval, G. Alvarado und Mary L. Ruef: Bilingual Verbal Abilities Test. Riverside Publishers, 2005.

## Belege
- Jim Cummins: Die Bedeutung der Muttersprache mehrsprachiger Kinder für die Schule. (kompetenzzentrum-sprachfoerderung.de)
- Jim Cummins: Bilingual Children's Mother Tongue: Why Is It Important for Education? 2003. (fiplv.org)
- Jims Cummins u. a.: ELL Students Speak for Themselves: Identity Texts and Literacy Engagement in Multilingual Classrooms. 2008. (achievementseminars.com)
- Jim Cummins: Teaching for Cross-Language Transfer in Dual Language Education: Possibilities and Pitfalls. 2005. (achievementseminars.com)
- Jims Cummins u. a.: Affirming Identity in Multilingual Classrooms. (ascd.org)
- Homepage der University of Toronto (oise.utoronto.ca)